# Colli Martani Grechetto
Il Colli Martani Grechetto è un vino DOC la cui produzione è consentita nella provincia di Perugia.

## Caratteristiche organolettiche
- colore: giallo paglierino.
- odore: leggermente vinoso, delicato, caratteristico.
- sapore: secco o leggermente abboccato, vellutato, retrogusto lievemente amarognolo, fruttato, armonico, caratt.

## Produzione
Provincia, stagione, volume in ettolitri
- Perugia  (1990/91)  3429,23
- Perugia  (1991/92)  3336,29
- Perugia  (1992/93)  3401,96
- Perugia  (1993/94)  3608,43
- Perugia  (1994/95)  3023,81
- Perugia  (1995/96)  3712,19
- Perugia  (1996/97)  3111,53